# Convento de la Concepción (Fuente del Maestre)
El Convento de las Concepcionistas junto a su Iglesia anexa fue una institución ubicada en el extremo norte de la villa de Fuente del Maestre, municipio de Extremadura, perteneciente a la provincia de Badajoz (España).

## Contexto
El Convento de las concepcionistas fue fundado sobre un beaterio del que ya se deja constancia en los documentos en 1598, el monasterio de Santa María la Hermosa. Junto al edificio principal se encuentra anexa la Iglesia de la Concepción, cuya existencia se remonta al siglo XVI. Como institución o comunidad de religiosas permaneció activa desde 1615 hasta 2003, año en el que también se pone en venta la casa. Con la puesta en marcha de los decretos de exclaustración de Mendizábal toda la comunidad abandonó la casa y no fue hasta 1896 cuando regresaron. Esta nueva etapa se caracterizó por el trabajo de restauración y conservación que realizaron, debido al mal estado del edificio, hasta su final definitivo. Las fechas en las que pasó a ser Convento de la Hermosa a Convento de la Concepción son desconocidas. Es uno de los múltiples conventos concepcionistas que siguieron el espíritu de Santa Beatriz de Silva y que tuvieron gran importancia en el progreso de la Religión de la Pura Concepción.

## Historia
El origen y las fechas de la comunidad concepcionista en el municipio pacense están fundamentadas en la tradición. Sin embargo, se puede afirmar de manera categórica que en 1618 ya existía. La jurisdicción pertenecía al prior de la Orden de Santiago, siendo este el que concede la licencia para darle la profesión a las religiosas. El Convento de la Concepción, fundado sobre la antigua ermita de Nuestra Señora de la Hermosa es, junto al de los franciscanos descalzos de la provincia de San Gabriel,  una de las dos instituciones de tales características que se encontraban en el pueblo en la segunda mitad del siglo XVIII. Durante este periodo, se documenta que en el edificio se alojaban numerosas religiosas: 19 de velo, 2 novicias y 3 legas.
En 1865, San Pedro de Trujillo visita la casa ya informado del estado físico deteriorado de esta y nombra presidenta a la madre Filomena. Durante los años de su primer mandato se encarga de la restauración del edificio, alcanzando verdaderos logros en la remodelación.

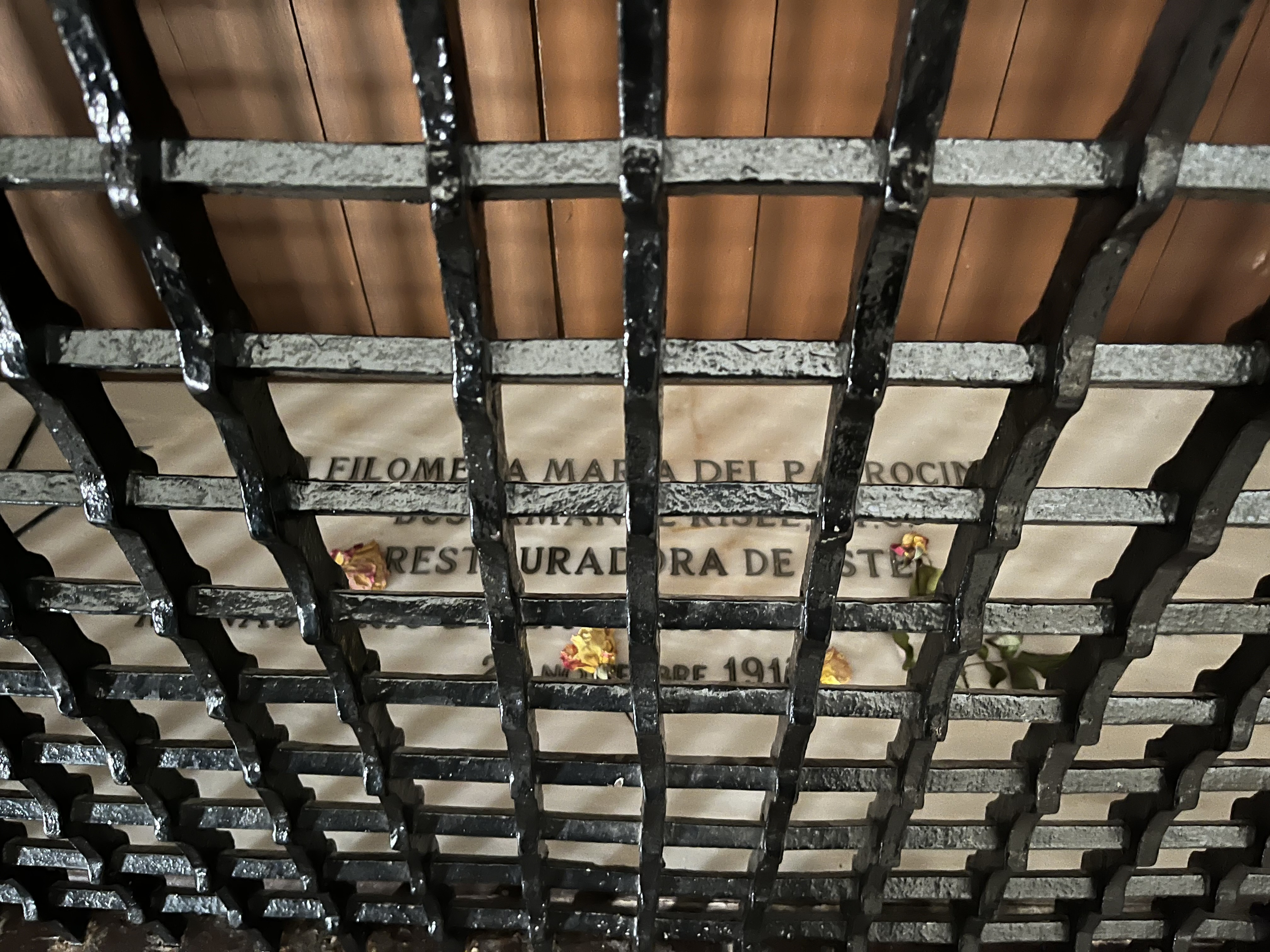
Sepulcro Sor Filomena, coro bajo, Iglesia de la Concepción, Fuente del Maestre 2022

## Descripción
Exterior

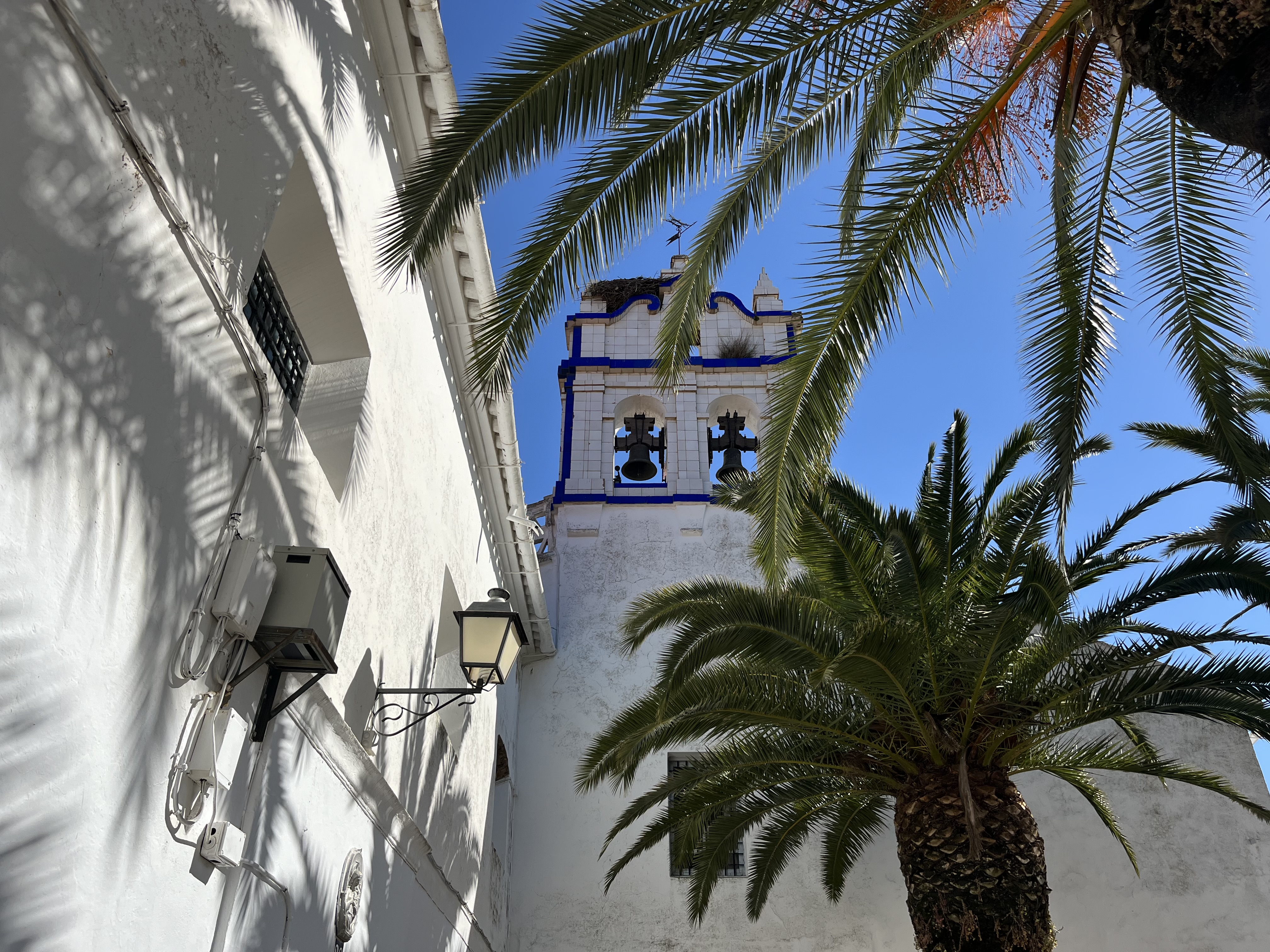
Campanario Iglesia de la Concepción, Fuente del Maestre 2022

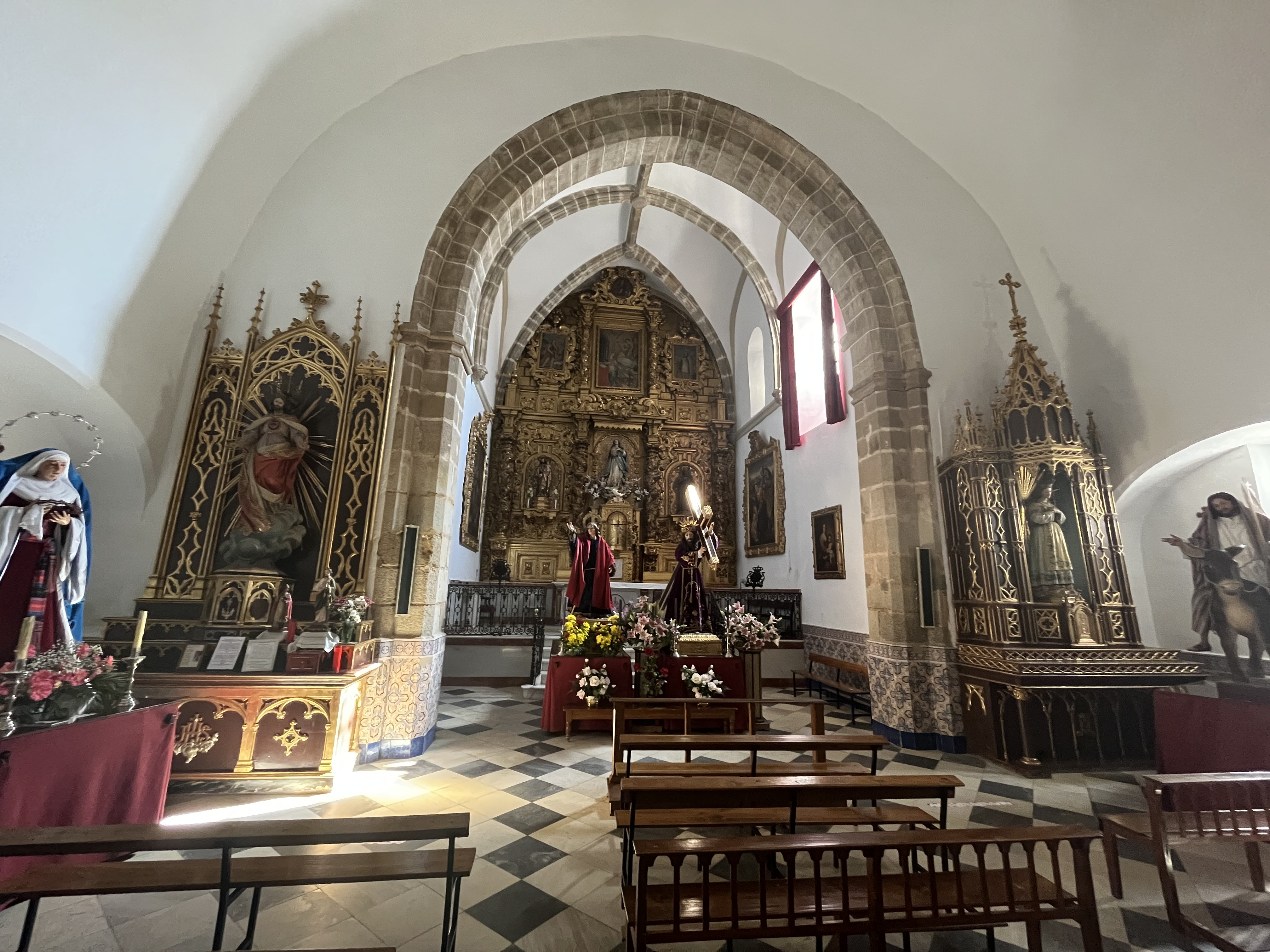
Interior Iglesia de la Concepción, Fuente del Maestre 2022

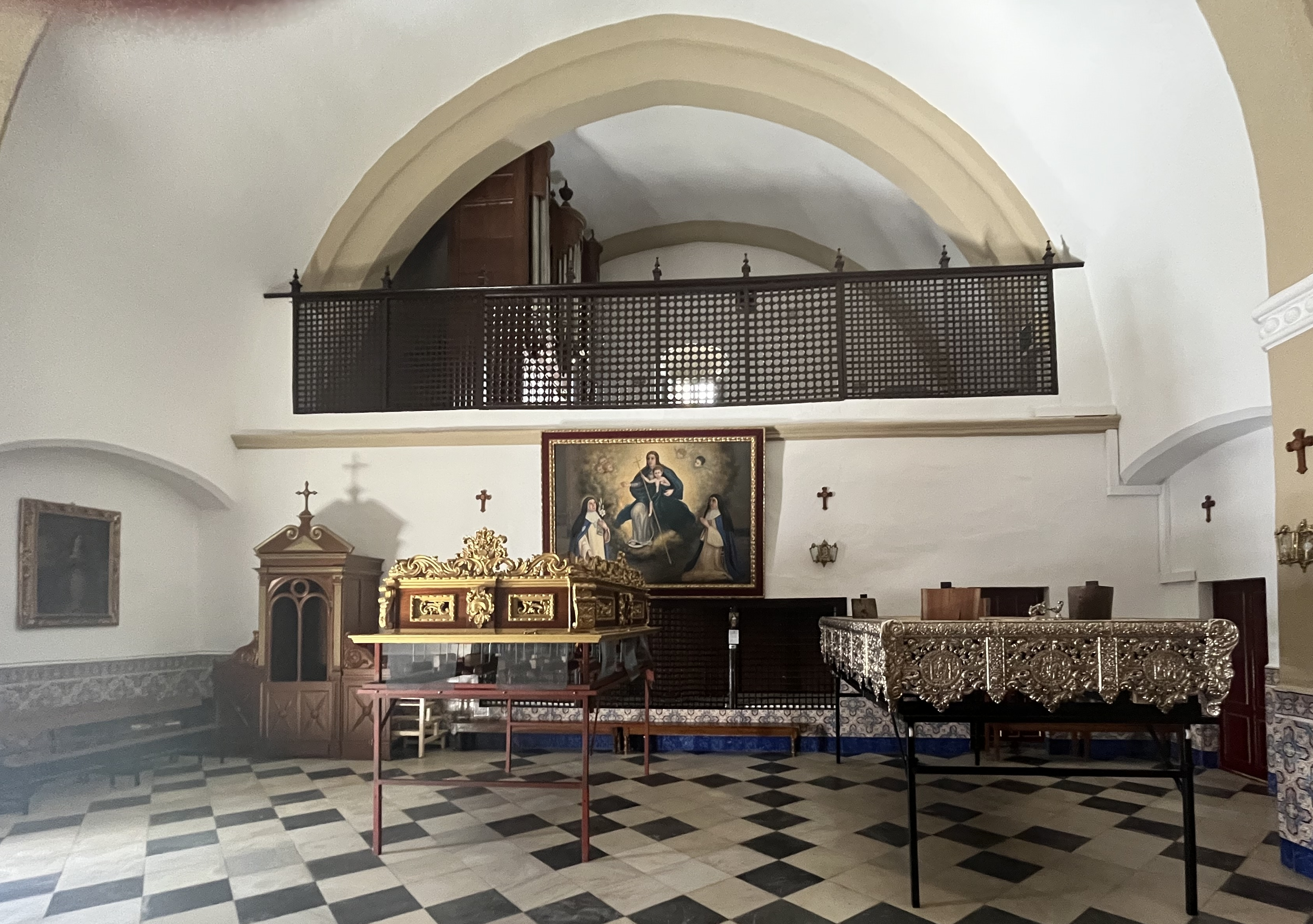
Coros alto y bajo interior Iglesia de la Concepción, Fuente del Maestre 2022

Se compone de dos edificios. En primer lugar el edificio principal, en el que residían las religiosas. Se encuentran en este espacio las habitaciones, la cocina y el jardín. En segundo lugar, la Iglesia. Destaca un retablo en el que se aprecia en el centro la imagen de su patrona, la Concepción. Junto a su figura se encuentra situada a la derecha también la antigua patrona, Santa María la Hermosa y a la izquierda aparece el Apóstol San Marcos. En cuanto a los retablos laterales pertenecen al periodo entre finales del siglo XIX y comienzos del XX. Se encuentran aquí imágenes como la de San Juan Evangelista o la Virgen de la Soledad (es por ello que las cofradías utilizan este espacio para guardar las figuras de estos santos que procesionan durante la Semana Santa). El fundador Gonzalo Fernández Zambrano está enterrado junto a su hermano Pedro en la bóveda central de la capilla. Por otro lado, en uno de los tres cuerpos hay dos coros donde está la puerta que comunica con el convento y, además, se encuentra enterrada la fundadora de la congregación, Sor Filomena. La capilla disponía de dos puertas para la entrada y la salida de procesiones, orientadas hacia el sur y hacia el oeste, pero esta última fue tapada, por lo que en la actualidad únicamente se conserva la puerta sur. Hoy se halla una gran parte del convento en ruina pero la Iglesia permanece abierta para el culto público.
En cuanto al arte que contiene, se conservan objetos ornamentales, pinturas e imágenes de valor artístico. Algunas piezas de arte iconográfico pertenecientes a la imaginería religiosa local, de los siglos XVI al XVII, incluyen las advocaciones de María de la Hermosa.
Interior
La descripción interna de la comunidad (entre el siglo XVII-XIX) en cuanto a la disposición jerárquica: 
a) Autoridades personales
- Abadesa. Ana Ignacia de San José (1741), Antonia de San Agustín (1759), Antonia del Sacramento Gordillo (1824), Catalina de la Presentación (1707), Catalina del San Buena Ventura Bernald (1660), Catalina de Santiago (1666), Elvira de la Natividad (1689)(...).
- Vicaria y consiliaria.
- Cura Párroco y vicario-capellán.

b) Órganos colegiados
- Los capítulos conventuales.
- La comunidad monacal.
- Cargos y oficios.

En cuanto a los estamentos de la vida religiosa de la comunidad (entre el siglo XVII-XIX), hay gran diversidad de servicios:
- Niñas educandas. Las niñas seglares son admitidas a través de una votación secreta y se les exige "la manutención, la obediencia a la Prelada, la clausura y el uso de vestidos honestos"
- Jóvenes aspirantes. Aceptadas a través del sistema extendido regular.
- Novicias. Previa a la toma del hábito, se formaban de manera específica durante un año.
- Monjas profesas. Ocupaban un puesto humilde y silencioso.[3]